# Line of Duty
Line of Duty (englisch für „In Ausübung der Pflicht“; Schweizer Titel: Line of Duty – Cops unter Verdacht) ist eine seit 2012 ausgestrahlte britische Krimiserie über die Einheit AC-12, die ihre Untersuchungen innerhalb der britischen Polizei betreibt. Die Idee zur Serie stammt von Jed Mercurio (Bodyguard). Martin Compston, Vicky McClure und Adrian Dunbar sind seit Beginn in den Hauptrollen zu sehen.
Die deutschsprachige Erstausstrahlung sendet der Sender 13th Street seit dem 7. November 2014. Am 31. März 2019 startete die BBC die fünfte Staffel. Im Mai 2017 gab die BBC eine sechste Staffel in Auftrag und kündigte die Ausstrahlung für Ende 2020 an. Die sechste Staffel wurde schließlich im Frühjahr 2021 bei BBC ausgestrahlt.

## Handlung
Die Serie folgt der Arbeit von Detective Sergeant Steve Arnott, der zu der Anti-Korruptionseinheit AC-12 versetzt wird, nachdem er sich weigert einen missglückten Anti-Terror-Einsatz seines eigenen Teams zu vertuschen. Bei der AC-12 arbeitet er mit der Undercover-Ermittlerin Kate Fleming zusammen unter der Leitung von Superintendent Ted Hastings um Korruption innerhalb der Polizei aufzudecken. Während der Untersuchung scheinbar einzelner Fälle von mutmaßlich korrupten Polizeibeamten wie DCI Tony Gates, DI Lindsay Denton, DCI Roseanne Huntley, DS John Corbett oder DCI Joanne Davidson erkennt die AC-12 die tief verwurzelten Verbindungen der Polizei zu einer Gruppe des organisierten Verbrechens. Ein langjähriger Handlungsbogen, über die einzelnen Staffeln hinweg, dreht sich um die Entdeckung der Identität von „H“, einer korrupten Person oder Gruppe von höherem Rang innerhalb der Polizei, die maßgeblich an der Durchführung des organisierten Verbrechens beteiligt ist.

## Besetzung und Synchronisation
Die deutsche Synchronisation entsteht durch die Synchronfirma Studio Hamburg Synchron. Die Dialogregie führt Sascha Draeger, der auch zusammen mit Thomas Maria Lehmann das Dialogbuch schreibt.
| Rollenname                 | Schauspieler    | Synchronsprecher      | Hauptrolle (Staffel) |
| -------------------------- | --------------- | --------------------- | -------------------- |
| DS Steve Arnott            | Martin Compston | Rasmus Borowski       | 1–                   |
| DI Kate Fleming            | Vicky McClure   | Kristina von Weltzien | 1–                   |
| DSU Ted Hastings           | Adrian Dunbar   | Robin Brosch          | 1–                   |
| Matthew Cottan             | Craig Parkinson | Oliver Böttcher       | 1–3                  |
| Nigel Morton               | Neil Morrissey  | Achim Buch            | 1–3                  |
| DCI Tony Gates             | Lennie James    | Charles Rettinghaus   | 1                    |
| Karen Larkin               | Fiona Boylan    |                       | 1                    |
| Lindsay Denton             | Keeley Hawes    | Joey Cordevin         | 2–3                  |
| Mike Dryden                | Mark Bonnar     | Nicolas König         | 2                    |
| Georgia Trotman            | Jessica Raine   |                       | 2                    |
| Nicola Rogerson            | Christina Chong |                       | 2                    |
| Prasad                     | Sacha Dhawan    | Sascha Draeger        | 2                    |
| DCI Roseanne "Roz" Huntley | Thandiwe Newton | Nana Spier            | 4                    |
| DS John Corbett            | Stephen Graham  | Olaf Reichmann        | 5                    |
| DCI Joanne Davidson        | Kelly Macdonald | Nicole Hannak         | 6                    |

## Produktion und Ausstrahlung

### Hintergrund
Die Idee zur Serie stammt von Jed Mercurio. Inspiration hat er von der realen Metropolitan Police Anti-Korruptionseinheit A10, die 1971 gegründet wurde.
Die Polizei weigerte sich mit den Produzenten zusammenzuarbeiten, aber das Produktionsteam wurde anonym von arbeitenden und pensionierten Polizeibeamten beraten, sowie konnten auch anonyme Polizeiblogs genutzt wurden.
Der genaue Standort der Stadt, in der die Serie spielt wird nie erwähnt. Die erste Staffel wurde in Birmingham gedreht. Seit der zweiten Staffel wird in Belfast, Nordirland gedreht.

### Britische Ausstrahlung
Die erste Staffel der Serie, bestehend aus fünf Folgen, war vom 26. Juni bis zum 24. Juli 2012 auf BBC Two zu sehen. Zwei Tage nach Ausstrahlung des Staffelfinales folgte die Verlängerung um eine zweite Staffel, die vom 12. Februar bis zum 19. März 2014 ausgestrahlt wurde. Für diese wurde Jessica Raine neu verpflichtet. Gleichzeitig wurde bekannt, dass Vicky McClure, Martin Compston und Adrian Dunbar für die zweite Staffel zurückkehren würden. Trotz der eher durchschnittlichen Quoten, jedoch wegen des großen Kritikerlobs wurde die Serie im April 2014 um gleich zwei weitere Staffeln verlängert. 
Während die ersten drei Staffeln bei BBC Two gesendet wurden, wird die Serie aufgrund des Erfolges seit der vierten Staffel auf BBC One ausgestrahlt. Die fünfte Staffel lief von 31. März bis zum 5. Mai 2019. Die sechste Staffel feierte am 21. März 2021 Premiere, während das Staffelfinale der erstmals aus 7 Episoden bestehenden Staffel am 2. Mai 2021 ausgestrahlt wurde. 

### Deutschsprachige Ausstrahlung
In Deutschland wurden die ersten beiden Staffeln der Serie ab dem 7. November 2014 auf 13th Street in Doppelfolgen ausgestrahlt. Das ZDF zeigte beide Staffeln ab April 2015 und wiederholte sie anschließend auf ZDFneo. Die dritte Staffel zeigte das ZDF vom 8. Dezember 2016 bis zum 12. Januar 2017 in deutscher Erstausstrahlung. Die vierte und fünfte Staffel sind vom 16. November 2019 bis zum 21. Dezember 2019 im ZDF gelaufen. Die sechste Staffel wurde in deutscher Erstausstrahlung ab 1. Mai 2022 exklusiv beim Streamingangebot von RTL zur Verfügung gestellt.

## Auszeichnungen
2012
- Royal Television Society Awards: Bestes Drama – gewonnen
- Crime Writers’ Association Crime Thriller Awards: nominiert

2013
- Broadcast Awards: nominiert
- South Bank Sky Arts Awards: nominiert
- Broadcasting Press Guild Awards: nominiert